# Argyresthia aphoristis
Argyresthia aphoristis is een vlinder uit de familie van de pedaalmotten (Argyresthiidae). De wetenschappelijke naam van de soort werd in 1938 gepubliceerd door Edward Meyrick.